# Эдинбургская темница
«Эдинбу́ргская темни́ца» (англ. The Heart of Midlothian, букв. «Сердце Мидлотиана») — исторический роман Вальтера Скотта, опубликованный в 1818 году. Входит в серию «Рассказы трактирщика».
В настоящее время считается одним из лучших романов писателя, однако, критиками того времени, несмотря на коммерческий успех, он был встречен прохладно. Особенно резко оценивали четвертый том, который сочли затянутым. British Review высказывались предположения, что это было сделано для увеличения писательского дохода. Рецензент The Monthly Review назвал некоторые сюжетные ходы неправдоподобными.

## Предыстория
Скотт, опубликовавший предыдущий роман «Роб Рой» у Арчибальда Констебла, был чрезвычайно доволен новым издательством Constable & Co. и поэтому не вернулся в Blackwood. Он также передал Констеблу права на первые романы серии «Рассказы трактирщика» («Пуритане» и «Чёрный карлик»).
Писатель быстро поправлялся после недавней болезни, и работа над новой книгой в январе и феврале 1818 года шла хорошо. Скотта, по его собственному утверждению, вдохновило анонимное письмо. В нём рассказывалась история Хелен Уокер, которая пешком прошла весь путь до Лондона, чтобы получить прощение для сестры, несправедливо обвинённой в убийстве ребенка. Автор так стремился быстрее закончить роман, что в мае изменил своим привычкам и работал как после обеда, так и в первой половине дня.